# Muriel (Zimbabwe)
Muriel è un insediamento rurale nella provincia del Mashonaland Ovest a nord-est di Mutorashanga, nello Zimbabwe.
Nelle sue vicinanze si trova l'omonima miniera d'oro gestita dalla Independent Gold (Indepgold) che costituisce la branca congolese della compagnia mineraria inglese Lonmin , fondata nel 1930 a seguito della scoperta dei giacimenti presenti nell'area, costituiti da vene quarzose aurifere . La produzione iniziale della miniera oscillava fra 14 e 17 kg d'oro al mese con una estrazione di 1000 tonnellate di roccia, arrivando nel 1991 a produrre mensilmente circa 45 kg d'oro, 6 kg d'argento e 19 tonnellate di rame con una estrazione di 5500 tonnellate di roccia  .